# Carlo Roti
Carlo Roti (Venezia, 1781 – Venezia, circa 1854) è stato uno scrittore e attore teatrale italiano.
Iniziò la carriera in ruoli di generico, facendo parte di numerose compagnie teatrali. Nel 1820 pubblicò il suo primo romanzo, Bianca e Fernando alla tomba di Carlo IV, duca d'Agrigento, che gli aprì le porte della fama grazie al librettista Domenico Gilardoni che lo utilizzò per un libretto operistico commissionato da Vincenzo Bellini. Fu autore molto apprezzato dal pubblico dell'epoca, di cui sapeva interpretare le preferenze. 

## Opere
- Bianca e Fernando alla tomba del duca d'Agrigento
- I due Sergenti, tratto dal dramma di Théodore Baudouin d'Aubigny[1]
- L'eroina scozzese
- Il carcere d'Ildegonda, dramma in tre atti
- Boemondo D'Altemburgo